# 馬克西姆·魏剛
馬克西姆·魏剛（法語：Maxime Weygand，1867年1月21日—1965年1月28日）是一名法國將軍，軍階為上將。
在法國向德軍投降組成新的維希政府後，魏剛也與德軍合作，因此，戰後被起訴。

## 经历

### 早年与一战期间
馬克西姆·魏剛1867年出生于比利时布鲁塞尔，1887 年毕业于圣西尔军校，后在索姆尔骑兵学校学习和任教。1913年，开始在福煦元帅的20军担任参谋长。1914年一次世界大战爆发，魏刚与其共同作战，当福煦8月28日升任第9集团军司令时，他也随之担任集团军参谋长。1915年至1916年福煦任北部集团军群司令时，他仍然是福煦的集团军群参谋长。1917年，魏刚任法国最高军事委员会委员。1918年任协约国和法国最高统帅费迪南德·福煦的参谋长，并晋升上将。

### 战间期
1920年至1922年间，魏刚担任法国驻波兰军事使团团长，并帮助约瑟夫·毕苏斯基打败了由图哈切夫斯基指挥的苏联红军西方面军。苏波战争后继续负责波军的训练和后勤供应。1923年任驻叙利亚和黎巴嫩首席军事顾问(实际为殖民地总督)。1930年任军事研究中心主任、总参谋长。1931年继贝当之后任最高军事委员会副主席、陆军总监。在此职位上，他为实现法军机械化做出了重要贡献，在1932年建立了新型骑兵师。在政治上，他反对绥靖政策。1935年1月21日在他68岁生日时退出现役。

### 二战
1939年魏刚恢复军职，被任命为驻叙利亚和黎巴嫩法军总司令。1940年5月19日因法、英、比联军节节失利，损失惨重，毛利斯·甘莫林被撤职之后，魏刚接任国防部参谋总长和法军总司令，当时他已经73岁。虽然他表现出充沛的精力和坚定的信心，但战局已经不可挽回。敦刻尔克撤退后，法军精锐主力损失殆尽。他依靠剩余兵力沿索姆河至埃纳河建立所谓“魏刚防线”，6月，魏刚防线被突破，德军横扫沿海地带，为防止巴黎被战火破坏，遂联合亨利·菲利浦·贝当宣布巴黎为“不设防城市”。后建议进行有条件的投降，被接受。1940年7至9月间任维希法国国防部长，建立停战军。9月起任维希政府驻北非总代表和北非法军司令。1941年2月，签订《魏刚-墨菲协定》，试图得到美国经济援助，引起德国不满。同年11月，被召回法国解职。并第二次获得养老金回到格拉斯的庄园。1942年11月，因盟军在北非登陆，企图飞往北非与之会合，未成，他抗议德军进占法国南部非占领区，被党卫队逮捕。次年12月起囚禁于奥地利伊特尔。

### 战后
1945年，魏刚被释放后回到法国，被戴高乐政府交付军事法庭审判，1946年5月获释，1948年5月被宣布无罪，并恢复名誉。之后过着平静的退休生活，并大量著书。1965年1月28日，在巴黎去世，享年98岁。著有回忆录《过时的理想》等。